# Jumilhac-le-Grand
Jumilhac-le-Grand is een gemeente in het Franse departement Dordogne (regio Nouvelle-Aquitaine). De plaats maakt deel uit van het arrondissement Nontron. Jumilhac-le-Grand telde op 1 januari 2022 1.140 inwoners.

## Geografie
De oppervlakte van Jumilhac-le-Grand bedraagt 66,67 km², de bevolkingsdichtheid is 18 inwoners per km² (per 1 januari 2019).
De onderstaande kaart toont de ligging van Jumilhac-le-Grand met de belangrijkste infrastructuur en aangrenzende gemeenten.

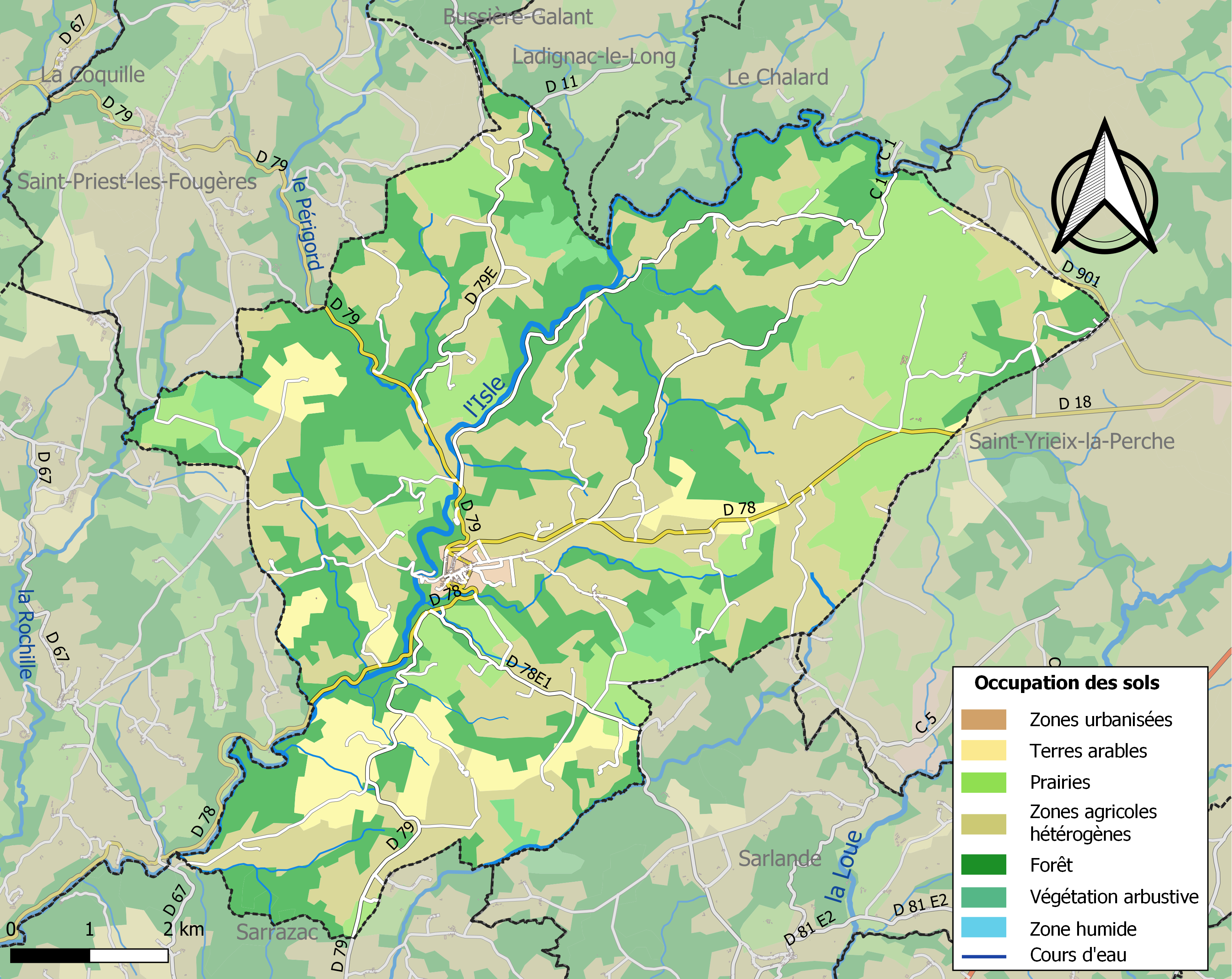

## Demografie
Onderstaande figuur toont het verloop van het inwonertal (bron: INSEE-tellingen).